# Verbascoside
Le verbascoside est un composé phénolique que l'on peut trouver dans de nombreuses plantes.